# Miguel Ongil
Miguel Ongil López (Madrid, 9 de agosto de 1979) es un analista económico experto en transparencia, financiación de partidos y corrupción. Fue diputado de la Asamblea de Madrid en la X Legislatura donde asumió la portavocía de Podemos en la Comisión de Investigación sobre corrupción política en la Comunidad de Madrid y posteriormente fue Vicepresidente Tercero de la Cámara. Es también responsable de "Transparencia y Cuentas claras" en Podemos.

## Trayectoria
Se licenció en Administración y Dirección de Empresas por la Universidad Autónoma de Madrid y postgraduado en Estudios Europeos en la Universidad Libre de Bruselas. Con una estancia de 12 años en Europa trabajó en Alemania en una multinacional industrial desarrollando e implementando un sistema de gestión para compañías subsidarias en Francia, Suecia, Finlandia. Posteriormente se trasladó a Bélgica para realizar estudios de postgrado al tiempo que trabajaba como mánager en una organización internacional auspiciada por el Fondo de Población de las Naciones Unidas promoviendo los derechos y la salud sexual y reproductiva y asegurando apoyo político a la cooperación al desarrollo en 30 países europeos. Desde 2013 trabajó como gestor de campañas e investigador independiente, especializado principalmente en transparencia. 
En 2013 publicó “Que hacemos con la financiación de partidos” (Akal) junto a Manuel Maroto, Victoria Anderica y Suso Baleato  analizando los escándalos de financiación de los partidos políticos y la falta de transparencia.
En abril de 2014 compareció en la Comisión Constitucional del Congreso como miembro del colectivo ciudadano Cuentas claras, experto en financiación de partidos y anticorrupción.  Desde septiembre de 2014 es responsable de transparencia y las cuentas claras en Podemos.
Ongil también ha destacado también por su activismo en la denuncia de las causas por las que miles de jóvenes españoles se vieron obligados a emigrar, formando parte de Marea Granate. Desde la plataforma, en 2014 denunció las políticas de expulsión a los inmigrantes en países como Bélgica que en 2012 expulsó a 2000 europeos o el proyecto de expulsión de Alemania con el objetivo de expulsar a los extranjeros que no encuentraran empleo en 6 meses, participando en una campaña del Consejo de la Juventud denunciando la situación en el Día de la Juventud.
En 2014 fue colaborador junto a Manuel Maroto en la redacción del documento de financiación de Podemos en el equipo de Pablo Iglesias.
En mayo de 2015 fue candidato en la lista de Podemos Comunidad de Madrid a las elecciones a la Asamblea de Madrid logrando un escaño.  En la X Legislatura de la Asamblea de Madrid es portavoz de Podemos en la Comisión de Investigación sobre corrupción política en la Comunidad de Madrid.  En mayo de 2017 los medios de comunicación destacaron el enfrentamiento de Ongíl con Ignacio González durante la comparecencia del expresidente de la Comunidad de Madrid en la Asamblea de Madrid por el llamado "caso de los espías".
El 15 de noviembre de 2018 fue elegido vicepresidente tercero de la Asamblea de Madrid en sustitución de Laura Díaz Román. Ongil fue propuesto por su partido en el Consejo Ciudadano regional el pasado 5 de noviembre.